# Circuit de Goodwood
Le circuit de Goodwood est un aérodrome de la RAF datant de la Seconde Guerre mondiale qui fut transformé en autodrome par Frederick Gordon-Lennox, 9e Duc de Richmond, en 1948. Il est situé dans le sud de l'Angleterre dans le West Sussex près de Chichester. Il accueillit des compétitions officielles de 1948 à 1966.

## Historique

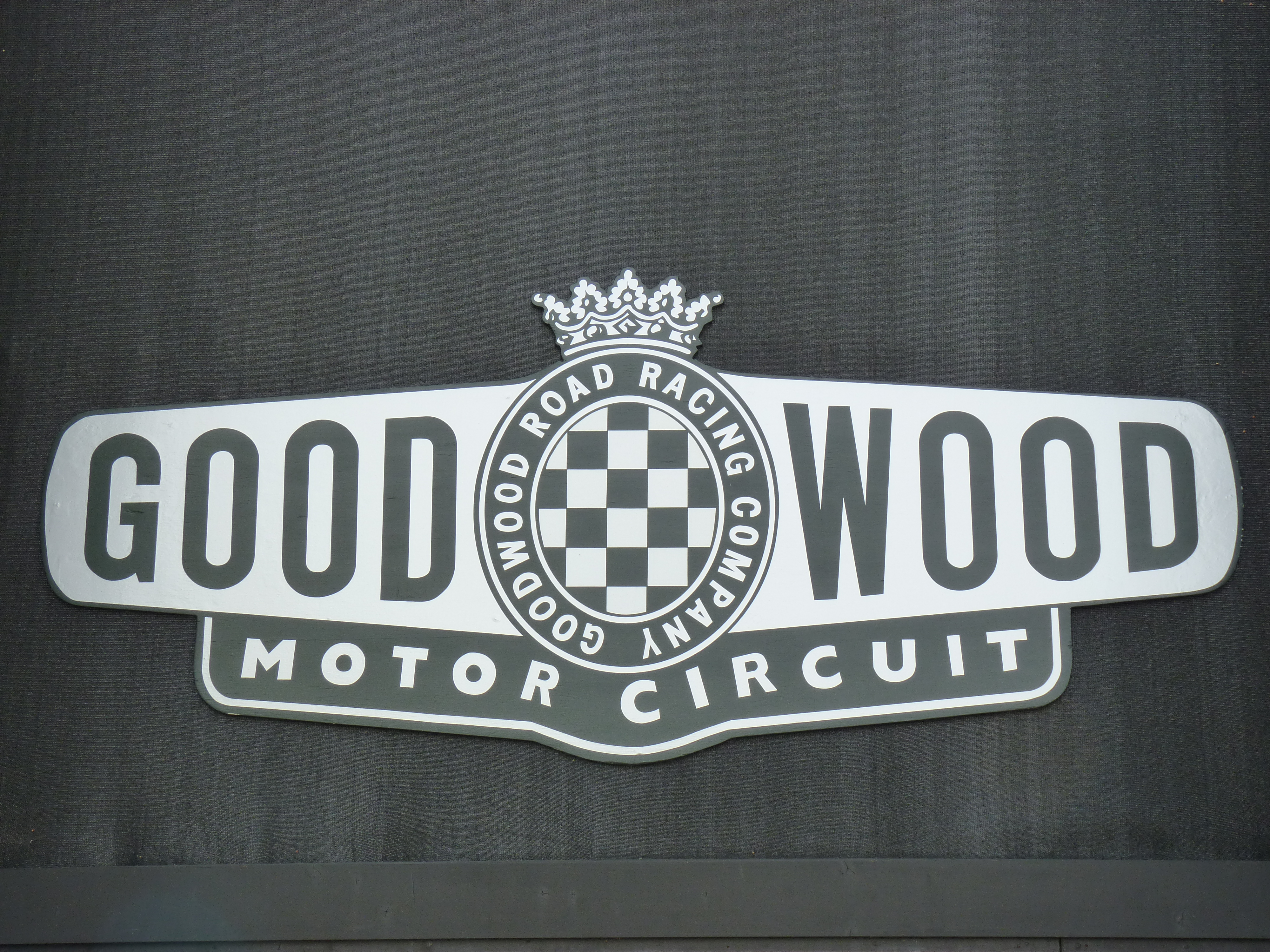
Circuit de Goodwood

La première course fut organisée en septembre 1948 et gagnée par Stirling Moss sur une Cooper en monoplace 500 cm3 qui deviendra la Formule 3.
Le circuit connut beaucoup de grands pilotes. Mike Hawthorn et Graham Hill y firent leur première course de monoplace, Roger Penske y vint en 1963 et Jim Clark et Jack Sears y coururent en 1964.
Le Glover Trophy, une course de Formule 1 ne comptant pas pour le championnat du monde y fut plusieurs fois organisée. Lors d'une de ces épreuves, en 1962, Stirling Moss se blessa gravement, causant la fin de sa carrière en F1.
Parmi les courses importantes organisées sur le circuit de Goodwood, figure le RAC Tourist Trophy organisé par le Royal Automobile Club. Cette course a fait partie des épreuves comptant pour le championnat du monde des voitures de sport. Elle fut organisée sur le circuit de Goodwood, de 1958 à 1964.
Le 2 juin 1970, Bruce McLaren trouve la mort lors d'essais privés d'un prototype CanAm de sa conception, la M8D. Il s'écrase sur le béton d'un poste de commissaire et sera tué sur le coup.
Le pilote québécois Bertrand Fabi y trouva aussi la mort lors d'essais privés de Formule 3 le 21 février 1986.

### Palmarès
| Année | Course             | Vainqueur                                 | Voiture           | Résultats |
| 1957  | Richmond Trophy    | Stuart Lewis-Evans                        | BRP               | Résultats |
| 1958  | RAC Tourist Trophy | Stirling Moss Tony Brooks                 | Aston Martin DBR1 | Résultats |
| 1959  | RAC Tourist Trophy | Carroll Shelby Jack Fairman Stirling Moss | Aston Martin DBR1 | Résultats |
| 1960  | RAC Tourist Trophy | Stirling Moss                             | Ferrari 250 GT    | Résultats |
| 1961  | RAC Tourist Trophy | Stirling Moss                             | Ferrari 250 GT    | Résultats |
| 1962  | RAC Tourist Trophy | Innes Ireland                             | Ferrari 250 GTO   | Résultats |
| 1963  | RAC Tourist Trophy | Graham Hill                               | Ferrari 250 GTO   | Résultats |
| 1964  | RAC Tourist Trophy | Graham Hill                               | Ferrari 330 P     | Résultats |

## Goodwood Revival
Depuis 1997, le Goodwood Revival, véritable machine à remonter dans le temps, y est organisé. La manifestation regroupe trois évènements en un :
1. Le premier est une suite de courses de voitures d'époque sans concession. Les voitures datent des années 1930 jusque 1966, date d'arrêt des compétitions officielles sur le circuit.
2. Le second est une exhibition d'avions de la Seconde Guerre mondiale, Supermarine S. 300 à 348 Spitfire, P-51 Mustang ou forteresse volante.
3. Le dernier émane des organisateurs et les spectateurs eux-mêmes, qui sont habillés en vêtements d'époque. Même les voitures d'intervention, du directeur de course, de police et de commerces ambulants sont d'époque.

### Courses organisées

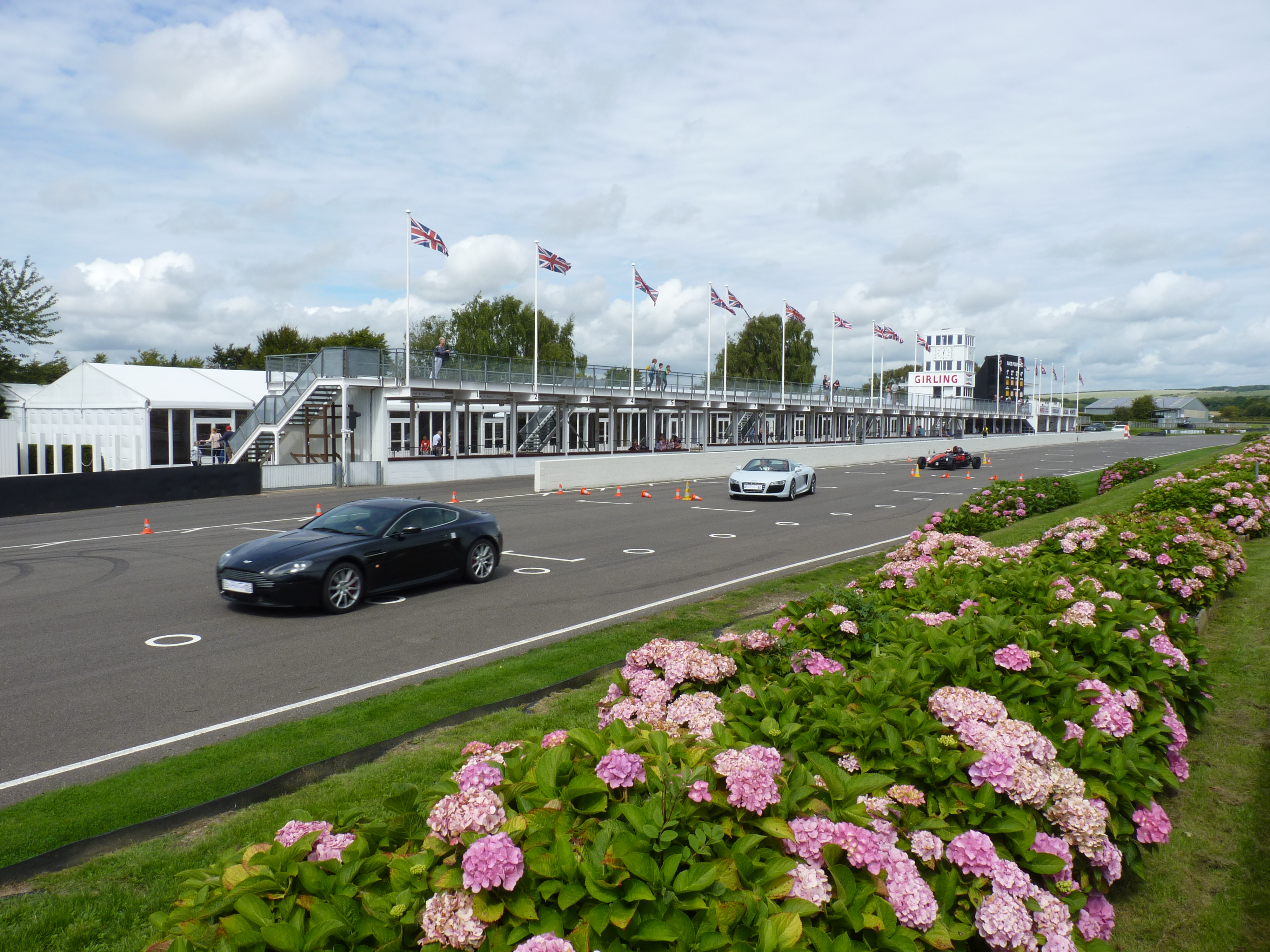
Circuit de Goodwood.

- Goodwood Trophy : monoplaces de 1930 à 1951
- Woodcote Cup : monoplaces de 1948 à 1955
- Richmond Trophy : Formule 1 à moteur avant de 1950 à 1960
- Gordon Trophy : Formule 1 à moteur arrière de 1,5 L de 1950 à 1960
- Glover Trophy : Formule 1 de 1961 à 1965
- Earl of March Trophy : monoplaces de 500 cm3 ou Formule 3 de 1948 à 1959
- Chichester Cup : monoplaces de 1 100 cm3 de 1957 à 1961
- Brooklands Trophy : monoplaces de Grand Prix d'avant 1939
- Freddie March Memorial Trophy : voitures de sport de 1952 à 1955
- Royal Automobile Club TT Celebration race : voitures de Grand Tourisme de 1960 à 1964
- Lavant Cup : voitures de sport de 1957 à 1959
- Sussex Trophy : voitures de sport de 1955 à 1960
- Madgwick Cup : voitures de sport de 1955 à 1960 jusque 2,5 litres
- Whitsun Trophy : voitures de Grand Tourisme de 1963 à 1966
- Fordwater Trophy : voitures de Grand Tourisme de série d'avant 1966
- St Mary’s Trophy : voitures de tourisme d'avant 1966

### Voitures présentes
Pour les courses de Formule 1, aux Lotus 18, Lotus 25, Lotus 33 et Ferrari, succèdent les BRM, Vanwall, Brabham, Cooper, Lancia D50, Maserati 250F ou Lola. Pendant les reconstitutions de Grands Prix des années 1930, apparaissent des Bugatti, ERA, Maserati 4CM, Talbot Lago..
Sur les courses de voitures de tourisme, dites « Saloon cars », on peut voir des grosses cylindrées américaines, comme des Plymouth Barracuda, Ford Falcon, Ford Mustang ou Ford Galaxie, des petites ou grosses anglaises, Austin Mini Cooper, Austin A35, Lotus Cortina, Jaguar Mark 2, des italiennes Alfa Romeo 1600 GTA, allemandes BMW 1800 TI/SA, ou françaises Peugeot 203 servant de faire-valoir.
Les courses de Grand Tourisme permettent de voir des AC Cobra, Ferrari 250 GTO, Jaguar Type E, Aston Martin DB4 ou Chevrolet Corvette.
Enfin, les voitures de sport visibles sont des Maserati Birdcage, Aston Martin DBR1, Dino 246 S ou Jaguar Type D

### Les pilotes
Chaque année, un pilote est mis à l'honneur, comme Jackie Stewart en 2006. Mais beaucoup de pilotes, en activité ou à la retraite, viennent participer aux courses, comme Sir Stirling Moss, Sir Jack Brabham, John Surtees, Damon Hill, Phil Hill, Danny Sullivan, Alan Jones, Derek Bell, Allan McNish, Johnny Herbert, Gerhard Berger, Martin Brundle, Jochen Mass, Emanuele Pirro, Patrick Tambay, René Arnoux, David Coulthard ou Henri Pescarolo. Le pilote ayant remporté le plus de courses lors du revival de 2007 est un « Frenchie » : Jean-Marc Gounon.